# Marek Nikl
Marek Nikl (* 20. února 1976 Nymburk) je český fotbalový trenér, který od ledna 2024 vede český klub FK Viktoria Žižkov, a bývalý profesionální fotbalista, který hrával na pozici středního obránce. Mezi lety 1999 a 2000 odehrál také 5 utkání v dresu české reprezentace. Jeho syn Matouš Nikl je také profesionální fotbalista.

## Klubová kariéra
Tvrdý, důrazný obránce odcházel koncem devadesátých let do německé Bundesligy z Bohemians Praha, kde se postupem času stal platným a uznávaným hráčem nejvyšší německé soutěže. V bavorském klubu 1. FC Norimberk patřil mezi největší osobnosti, zažil i horší časy v druhé lize. V sezóně 2006/07 vyhrál s Norimberkem DFB-Pokal.
V roce 2007 se vrátil do Bohemians. Od léta 2008 byl kapitánem Bohemians. Kariéru ukončil v klubu Bohemians 1905, kam přestoupil 19. září 2007 z německého týmu 1. FC Norimberk. 
Je členem týmu Real TOP Praha, v jehož dresu se zúčastňuje charitativních zápasů a akcí.

## Reprezentační kariéra
28. dubna 1999 debutoval v českém národním A-týmu v přátelském zápase proti domácímu Polsku (porážka 1:2).
Celkem odehrál v seniorském národním mužstvu 5 zápasů, branku nevstřelil.

## Trenérská kariéra
Po skončení své hráčské kariéry se stal skautem německého Norimberku, kde dříve působil jako hráč. Ve funkci zůstal až do léta 2017, kdy se vrátil do Česka, aby se stal asistentem trenéra Josefa Csaplára na lavičce Příbrami. V týmu skončil spolu s Csaplárem v březnu 2019.
V srpnu 2021 se stal hlavním trenérem třetiligového Benešova. V klubu po půlroce skončil a přesunul se do Příbrami.
V lednu 2022 se Nikl připojil k Tomáši Zápotočnému na lavičce Příbrami. Oba vytvořili rovnocennou trenérskou dvojici.
V listopadu 2022 se stal spolu s Tomášem Zápotočným trenérem Českých Budějovic, na lavičce nahradili dočasné kouče Jiřího Lercha a Jiřího Kladrubského. Na konci listopadu 2023, po sérii špatných výsledků, Nikl skončil v Českých Budějovicích – vedení klubu se rozhodlo, že mužstvo povede nadále už jen Zápotočný. O tři týdny později na svou vlastní žádost klub opustil i Zápotočný.
V lednu 2024 přijal nabídku na pozici hlavního trenéra ve Viktorii Žižkov.